# Heinrich Mousson
Johann Heinrich Emmanuel Mousson (Lonay, 29 september 1803 - Zürich, 3 april 1869) was een Zwitsers politicus.
Mousson was de zoon van bondskanselier Jean-Marc Mousson en werkte vanaf 1828 als tijdelijke kracht op de Bondskanselarij onder zijn vader. Hij werd in 1830 tot vicekanselier gekozen onder bondskanselier Karl Nikolaus von Flüe AmRhyn en bleef vicekanselier tot 1833.
Mousson had na zijn aftreden als vicekanselier een politieke carrière in het kanton Zürich. Van 1834 tot 1869 maakte hij deel uit van de Grote Raad van het kanton Zürich en van 1839 tot 1845 was hij tevens lid van de Regeringsraad van het kanton Zürich. Van 1 januari tot 31 december 1841, van 1 januari tot 31 december 1843 en van 1 januari tot 31 december 1845 was hij ambtsbürgermeister van Zürich. In 1845 was hij voorzitter van de voorzitter van de Tagsatzung.
Heinrich Mousson werd in 1847 gemeenteraadslid en was van 1863 tot zijn dood burgemeester van de stad Zürich. Hij overleed op 65-jarige leeftijd.